# Desi Lydic
Lani Desmonet Lydic (Louisville, 30 giugno 1981) è un'attrice statunitense, meglio nota per aver interpretato il ruolo di Valerie Marks nella sitcom Diario di una nerd superstar.

## Filmografia

### Cinema
- Non è un'altra stupida commedia americana (Not Another Teen Movie), regia di Joel Gallen (2001)
- Una bionda in carriera (Legally Blonde 2: Red, White & Blonde), regia di Charles Herman-Wurmfeld (2003)
- Adventures in Vegas, regia di Tom Repetto – cortometraggio (2004)
- Stand Up, regia di Michael Rainin (2007)
- Out at the Wedding, regia di Lee Friedlander (2007)
- Screw Cupid, regia di Sanjeev Sirpal (2008)
- Big Heart City, regia di Ben Rodkin 2008)
- Horror Movie (Stan Helsing), regia di Bo Zenga (2009)
- Darnell Dawkins: Mouth Guitar Legend, regia di Clayne Crawford (2010)
- Poolboy: Drowning Out the Fury, regia di Garrett Brawith (2011)
- Something Like a Butterfly, regia di Logan Alexander, Maile Fernandez e Kimleigh Smith – cortometraggio (2012)
- Provetta d'amore (The Babymakers), regia di Jay Chandrasekhar (2012)
- La mia vita è uno zoo (We Bought a Zoo), regia di Cameron Crowe (2012)
- Space Cadet, regia di Liz W. Garcia (2024)

### Televisione
- Le cose che amo di te (What I Like About You) – serie TV, 1 episodio (2003)
- Complete Savages – serie TV, 1 episodio (2004)
- Invasion Iowa – serie TV, 4 episodi (2005)
- CSI: NY – serie TV, 1 episodio (2005)
- Mind of Mencia – serie TV, 1 episodio (2006)
- Pepper Dennis – serie TV, 1 episodio (2006)
- The Real Wedding Crashers – serie TV, 1 episodio (2007)
- The Bobby Lee Project, regia di Troy Miller – film TV (2008)
- As Advertised, regia di Warren Yeager – film TV (2009)
- The Karenskys, regia di Pamela Fryman – film TV (2009)
- Due uomini e mezzo (Two and a Half Men) – serie TV, 1 episodio (2010)
- The League – serie TV, 1 episodio (2010)
- Diario di una nerd superstar (Awkward) – serie TV, 76 episodi (2011-2016)
- Traffic Light – serie TV, 1 episodio (2011)
- How to Be a Gentleman – serie TV, 1 episodio (2012)
- The Client List - Clienti speciali (The Client List) – serie TV, 7 episodi (2012)
- Aiutami Hope! (Raising Hope) – serie TV, 1 episodio (2012)
- Cuz-Bros, regia di Pamela Fryman – film TV (2014)
- The Daily Show – serie TV, 17 episodi (2016-2019)

## Doppiatrici italiane
Nelle versioni in italiano delle opere in cui ha recitato, Desi Lydic è stata doppiata da:
- Chiara Gioncardi in Due uomini e mezzo, Space Cadet
- Gilberta Crispino in CSI: NY
- Emanuela Damasio in Horror Movie
- Jolanda Granato in Diario di una nerd superstar